# Férénc Hirzer
Ferenc Hirzer (21 de novembre de 1902 - 28 d'abril de 1957), també conegut com a Ferenc Híres, fou un futbolista hongarès de la dècada de 1920 i entrenador.
Durant la seva etapa de jugador destacà com a futbolista de la Juventus FC. També fou internacional amb la selecció d'Hongria amb la qual participà en els Jocs Olímpics d'Estiu de 1924.

## Palmarès
Juventus
- Serie A: 1925-26

MTK Hungária
- Lliga hongaresa de futbol: 1928-29

Individual
- Màxim golejador de la lliga italiana de futbol: 1925-26